# Dasychira multipunctis
Dasychira multipunctis är en fjärilsart som beskrevs av Embrik Strand 1912. Dasychira multipunctis ingår i släktet Dasychira och familjen tofsspinnare. Inga underarter finns listade i Catalogue of Life.